# Eoconodon
Eoconodon es un género extinto de mesoniquio trisodóntido que vivió durante el Daniense en Norteamérica.